# تاكاهيتو إتشينوي
تاكاهيتو إتشينوي (باليابانية: 一井 賢人) (مواليد 11 نوفمبر 1993 م)، هو لاعب كرة قدم كان يلعب كمدافع.

## وصلات خارجية
- تاكاهيتو إتشينوي على موقع رابطة كرة القدم اليابانية للمحترفين (اليابانية)